# فارونيش
فورونيج (بالروسية: Воронеж) مدينة في جنوب غربي روسيا ضمن الكيان الفدرالي الروسي، عاصمة فورونيج أوبلاست.يبلغ عدد سكانها حوالي مليون نسمة.
ليست بعيدة عن الحدود الدولية مع أوكرانيا. يعبرها نهر يحمل نهر فورونيج قبل اثني عشر كيلومترا من التقائه بنهر دون.

## الجغرافيا
فضلا عن وجود ميناء نهري، فورونيج نقطقة تقاطع سكك حديدية هامة على الخط موسكو - روستوف-نا-دونو - كييف، ومفرق طريق في نفس الاتجاه (موسكو—على روستوف دون)، وأخيراً بها مطار وجامعة فورنج، ومقر لشركة اليوشن لصناعة الطائرات.

## التاريخ
تمت الإشارة إلى نهر فورونيز للمرة الأولى المشار إليها في وقائع هيباتيان (Ипатьевская летопись) 1177 ؛ أسس القيصر فيودور الأول المدينة في عام 1585-1586 كحصن حماية للدولة الروسية من غارات تتر القرم والشركس. ومع ذلك، فإن مستوطنات وُجدت هنا منذ العصر الحجري.
في القرن السابع عشر، أخذت فورونيج بالتحول تدريجياً إلى مدينة كبيرة، خاصة بعد أن أنشاء بها القيصر بطرس الأكبر مسفناً، حيث شيد به أسطول أزوف لحملتي أزوف في 1695 و 1696 ضمن الحرب الروسية العثمانية (1686-1700). ولعل هذا الأسطول هو الأول الذي تم بناؤها في روسيا.
ونظرا لوجود رصيف القوات البحرية بفورونيج، صارت فورونيج لفترة قصيرة أكبر مدينة في جنوب روسيا والمركز الاقتصادي لمنطقة كبيرة وخصبة. في عام 1711 أصبحت المركز الإداري لمقاطعة أزوف، ثم صارت عاصمة غوبرنيا (губе́рния) عرف باسم namestnichestvo في 1779-1824).
في القرن التاسع عشر كانت فورونيج مركز المنطقة الأرض السوداء الوسطى. الصناعة التحويليه (مطاحن - ذوبان الشحم والزبدة وصنع الصابون، والجلود وغيرها من الأعمال) كما تقدمت تجارة الخبز والماشية والشحوم في المدينة. تم ربط فورونيج بخط للسكة الحديد مع روستوف في عام 1868 وموسكو في عام 1871.
خلال الحرب الوطنية العظمى بين عامي 1941-1945، كانت فورونيج مسرحاً لقتال عنيف بين القوات الروسية والفيرماخت. وقد استـُخدمت من قبل الألمان كنطقة انطلاق للهجوم على ستالينغراد، نقطة رئيسية لعبور نهر دون.
شهدت السنوات الأخيرة نزوحاً كبيراً لسكان المناطق الريفية المحيطة بها، الأمر شكل ضغطاً كبيراً على السلطات المختصة بتوفير السكن الضروري لهم.
مدينة فورونيج يمكن اعتبارها مدينة التناقضات: على الضفة اليسرى يمكنك رؤية العمارة السوفيتية، وعلى الضفة اليمنى - المباني التاريخية، والأحياء الخاصة على المنحدرات الشديدة، والواجهة البحرية الرائعة. وبينهما نهر واسع يحمل نفس الاسم.
فورونيج هي مسقط رأس أسطورة الروك الروسي، قائد فرقة "سيكتور غاز" يوري خويا.

## التطور الديموغرافي
- 1811: 22.100
- 1840: 43.800
- 1897: 80.600
- 1926: 116.600
- 1939: 343.800
- 1959: 447.000
- 1970: 660.000
- 1979: 782.900
- 1989: 886.800
- 2002: 848.752
- 2014: 610 014 1

## وصلات خارجية
- mojgorod.ru